# Ярославцев Аркадій Іванович
Арка́дій Іва́нович Яросла́вцев (рос. Аркадий Иванович Ярославцев; * 21 листопада 1924, Чебоксари) — радянський шаховий композитор. Автор теми подвійного послаблення у 3-ходівці. Майстер спорту СРСР (1968).

## Життя і творчість
Інженер-лісовод за фахом, працював викладачем, жив у Курську. Від 1941 до 1990-х років опублікував понад 360 композицій різних жанрів, переважно 2- і 3-ходівки. На конкурсах отримав 180 відзнак, у тому числі 50 призів. Володар бронзової медалі на I конкурсі ФІДЕ 1958 року.
|   | a | b | c | d | e | f | g | h |   |
| 8 | b8 білий кінь · g8 чорний кінь · d7 білий кінь · h7 білий слон · d6 чорний пішак · e6 чорний пішак · d5 чорний король · e5 чорна тура · f5 чорний слон · g5 білий ферзь · c4 чорний пішак · g4 чорний пішак · a3 чорний слон · c3 білий пішак · d2 білий король · e2 білий пішак · f2 білий пішак · d1 біла тура · e1 біла тура | b8 білий кінь · g8 чорний кінь · d7 білий кінь · h7 білий слон · d6 чорний пішак · e6 чорний пішак · d5 чорний король · e5 чорна тура · f5 чорний слон · g5 білий ферзь · c4 чорний пішак · g4 чорний пішак · a3 чорний слон · c3 білий пішак · d2 білий король · e2 білий пішак · f2 білий пішак · d1 біла тура · e1 біла тура | b8 білий кінь · g8 чорний кінь · d7 білий кінь · h7 білий слон · d6 чорний пішак · e6 чорний пішак · d5 чорний король · e5 чорна тура · f5 чорний слон · g5 білий ферзь · c4 чорний пішак · g4 чорний пішак · a3 чорний слон · c3 білий пішак · d2 білий король · e2 білий пішак · f2 білий пішак · d1 біла тура · e1 біла тура | b8 білий кінь · g8 чорний кінь · d7 білий кінь · h7 білий слон · d6 чорний пішак · e6 чорний пішак · d5 чорний король · e5 чорна тура · f5 чорний слон · g5 білий ферзь · c4 чорний пішак · g4 чорний пішак · a3 чорний слон · c3 білий пішак · d2 білий король · e2 білий пішак · f2 білий пішак · d1 біла тура · e1 біла тура | b8 білий кінь · g8 чорний кінь · d7 білий кінь · h7 білий слон · d6 чорний пішак · e6 чорний пішак · d5 чорний король · e5 чорна тура · f5 чорний слон · g5 білий ферзь · c4 чорний пішак · g4 чорний пішак · a3 чорний слон · c3 білий пішак · d2 білий король · e2 білий пішак · f2 білий пішак · d1 біла тура · e1 біла тура | b8 білий кінь · g8 чорний кінь · d7 білий кінь · h7 білий слон · d6 чорний пішак · e6 чорний пішак · d5 чорний король · e5 чорна тура · f5 чорний слон · g5 білий ферзь · c4 чорний пішак · g4 чорний пішак · a3 чорний слон · c3 білий пішак · d2 білий король · e2 білий пішак · f2 білий пішак · d1 біла тура · e1 біла тура | b8 білий кінь · g8 чорний кінь · d7 білий кінь · h7 білий слон · d6 чорний пішак · e6 чорний пішак · d5 чорний король · e5 чорна тура · f5 чорний слон · g5 білий ферзь · c4 чорний пішак · g4 чорний пішак · a3 чорний слон · c3 білий пішак · d2 білий король · e2 білий пішак · f2 білий пішак · d1 біла тура · e1 біла тура | b8 білий кінь · g8 чорний кінь · d7 білий кінь · h7 білий слон · d6 чорний пішак · e6 чорний пішак · d5 чорний король · e5 чорна тура · f5 чорний слон · g5 білий ферзь · c4 чорний пішак · g4 чорний пішак · a3 чорний слон · c3 білий пішак · d2 білий король · e2 білий пішак · f2 білий пішак · d1 біла тура · e1 біла тура | 8 |
| 7 | b8 білий кінь · g8 чорний кінь · d7 білий кінь · h7 білий слон · d6 чорний пішак · e6 чорний пішак · d5 чорний король · e5 чорна тура · f5 чорний слон · g5 білий ферзь · c4 чорний пішак · g4 чорний пішак · a3 чорний слон · c3 білий пішак · d2 білий король · e2 білий пішак · f2 білий пішак · d1 біла тура · e1 біла тура | b8 білий кінь · g8 чорний кінь · d7 білий кінь · h7 білий слон · d6 чорний пішак · e6 чорний пішак · d5 чорний король · e5 чорна тура · f5 чорний слон · g5 білий ферзь · c4 чорний пішак · g4 чорний пішак · a3 чорний слон · c3 білий пішак · d2 білий король · e2 білий пішак · f2 білий пішак · d1 біла тура · e1 біла тура | b8 білий кінь · g8 чорний кінь · d7 білий кінь · h7 білий слон · d6 чорний пішак · e6 чорний пішак · d5 чорний король · e5 чорна тура · f5 чорний слон · g5 білий ферзь · c4 чорний пішак · g4 чорний пішак · a3 чорний слон · c3 білий пішак · d2 білий король · e2 білий пішак · f2 білий пішак · d1 біла тура · e1 біла тура | b8 білий кінь · g8 чорний кінь · d7 білий кінь · h7 білий слон · d6 чорний пішак · e6 чорний пішак · d5 чорний король · e5 чорна тура · f5 чорний слон · g5 білий ферзь · c4 чорний пішак · g4 чорний пішак · a3 чорний слон · c3 білий пішак · d2 білий король · e2 білий пішак · f2 білий пішак · d1 біла тура · e1 біла тура | b8 білий кінь · g8 чорний кінь · d7 білий кінь · h7 білий слон · d6 чорний пішак · e6 чорний пішак · d5 чорний король · e5 чорна тура · f5 чорний слон · g5 білий ферзь · c4 чорний пішак · g4 чорний пішак · a3 чорний слон · c3 білий пішак · d2 білий король · e2 білий пішак · f2 білий пішак · d1 біла тура · e1 біла тура | b8 білий кінь · g8 чорний кінь · d7 білий кінь · h7 білий слон · d6 чорний пішак · e6 чорний пішак · d5 чорний король · e5 чорна тура · f5 чорний слон · g5 білий ферзь · c4 чорний пішак · g4 чорний пішак · a3 чорний слон · c3 білий пішак · d2 білий король · e2 білий пішак · f2 білий пішак · d1 біла тура · e1 біла тура | b8 білий кінь · g8 чорний кінь · d7 білий кінь · h7 білий слон · d6 чорний пішак · e6 чорний пішак · d5 чорний король · e5 чорна тура · f5 чорний слон · g5 білий ферзь · c4 чорний пішак · g4 чорний пішак · a3 чорний слон · c3 білий пішак · d2 білий король · e2 білий пішак · f2 білий пішак · d1 біла тура · e1 біла тура | b8 білий кінь · g8 чорний кінь · d7 білий кінь · h7 білий слон · d6 чорний пішак · e6 чорний пішак · d5 чорний король · e5 чорна тура · f5 чорний слон · g5 білий ферзь · c4 чорний пішак · g4 чорний пішак · a3 чорний слон · c3 білий пішак · d2 білий король · e2 білий пішак · f2 білий пішак · d1 біла тура · e1 біла тура | 7 |
| 6 | b8 білий кінь · g8 чорний кінь · d7 білий кінь · h7 білий слон · d6 чорний пішак · e6 чорний пішак · d5 чорний король · e5 чорна тура · f5 чорний слон · g5 білий ферзь · c4 чорний пішак · g4 чорний пішак · a3 чорний слон · c3 білий пішак · d2 білий король · e2 білий пішак · f2 білий пішак · d1 біла тура · e1 біла тура | b8 білий кінь · g8 чорний кінь · d7 білий кінь · h7 білий слон · d6 чорний пішак · e6 чорний пішак · d5 чорний король · e5 чорна тура · f5 чорний слон · g5 білий ферзь · c4 чорний пішак · g4 чорний пішак · a3 чорний слон · c3 білий пішак · d2 білий король · e2 білий пішак · f2 білий пішак · d1 біла тура · e1 біла тура | b8 білий кінь · g8 чорний кінь · d7 білий кінь · h7 білий слон · d6 чорний пішак · e6 чорний пішак · d5 чорний король · e5 чорна тура · f5 чорний слон · g5 білий ферзь · c4 чорний пішак · g4 чорний пішак · a3 чорний слон · c3 білий пішак · d2 білий король · e2 білий пішак · f2 білий пішак · d1 біла тура · e1 біла тура | b8 білий кінь · g8 чорний кінь · d7 білий кінь · h7 білий слон · d6 чорний пішак · e6 чорний пішак · d5 чорний король · e5 чорна тура · f5 чорний слон · g5 білий ферзь · c4 чорний пішак · g4 чорний пішак · a3 чорний слон · c3 білий пішак · d2 білий король · e2 білий пішак · f2 білий пішак · d1 біла тура · e1 біла тура | b8 білий кінь · g8 чорний кінь · d7 білий кінь · h7 білий слон · d6 чорний пішак · e6 чорний пішак · d5 чорний король · e5 чорна тура · f5 чорний слон · g5 білий ферзь · c4 чорний пішак · g4 чорний пішак · a3 чорний слон · c3 білий пішак · d2 білий король · e2 білий пішак · f2 білий пішак · d1 біла тура · e1 біла тура | b8 білий кінь · g8 чорний кінь · d7 білий кінь · h7 білий слон · d6 чорний пішак · e6 чорний пішак · d5 чорний король · e5 чорна тура · f5 чорний слон · g5 білий ферзь · c4 чорний пішак · g4 чорний пішак · a3 чорний слон · c3 білий пішак · d2 білий король · e2 білий пішак · f2 білий пішак · d1 біла тура · e1 біла тура | b8 білий кінь · g8 чорний кінь · d7 білий кінь · h7 білий слон · d6 чорний пішак · e6 чорний пішак · d5 чорний король · e5 чорна тура · f5 чорний слон · g5 білий ферзь · c4 чорний пішак · g4 чорний пішак · a3 чорний слон · c3 білий пішак · d2 білий король · e2 білий пішак · f2 білий пішак · d1 біла тура · e1 біла тура | b8 білий кінь · g8 чорний кінь · d7 білий кінь · h7 білий слон · d6 чорний пішак · e6 чорний пішак · d5 чорний король · e5 чорна тура · f5 чорний слон · g5 білий ферзь · c4 чорний пішак · g4 чорний пішак · a3 чорний слон · c3 білий пішак · d2 білий король · e2 білий пішак · f2 білий пішак · d1 біла тура · e1 біла тура | 6 |
| 5 | b8 білий кінь · g8 чорний кінь · d7 білий кінь · h7 білий слон · d6 чорний пішак · e6 чорний пішак · d5 чорний король · e5 чорна тура · f5 чорний слон · g5 білий ферзь · c4 чорний пішак · g4 чорний пішак · a3 чорний слон · c3 білий пішак · d2 білий король · e2 білий пішак · f2 білий пішак · d1 біла тура · e1 біла тура | b8 білий кінь · g8 чорний кінь · d7 білий кінь · h7 білий слон · d6 чорний пішак · e6 чорний пішак · d5 чорний король · e5 чорна тура · f5 чорний слон · g5 білий ферзь · c4 чорний пішак · g4 чорний пішак · a3 чорний слон · c3 білий пішак · d2 білий король · e2 білий пішак · f2 білий пішак · d1 біла тура · e1 біла тура | b8 білий кінь · g8 чорний кінь · d7 білий кінь · h7 білий слон · d6 чорний пішак · e6 чорний пішак · d5 чорний король · e5 чорна тура · f5 чорний слон · g5 білий ферзь · c4 чорний пішак · g4 чорний пішак · a3 чорний слон · c3 білий пішак · d2 білий король · e2 білий пішак · f2 білий пішак · d1 біла тура · e1 біла тура | b8 білий кінь · g8 чорний кінь · d7 білий кінь · h7 білий слон · d6 чорний пішак · e6 чорний пішак · d5 чорний король · e5 чорна тура · f5 чорний слон · g5 білий ферзь · c4 чорний пішак · g4 чорний пішак · a3 чорний слон · c3 білий пішак · d2 білий король · e2 білий пішак · f2 білий пішак · d1 біла тура · e1 біла тура | b8 білий кінь · g8 чорний кінь · d7 білий кінь · h7 білий слон · d6 чорний пішак · e6 чорний пішак · d5 чорний король · e5 чорна тура · f5 чорний слон · g5 білий ферзь · c4 чорний пішак · g4 чорний пішак · a3 чорний слон · c3 білий пішак · d2 білий король · e2 білий пішак · f2 білий пішак · d1 біла тура · e1 біла тура | b8 білий кінь · g8 чорний кінь · d7 білий кінь · h7 білий слон · d6 чорний пішак · e6 чорний пішак · d5 чорний король · e5 чорна тура · f5 чорний слон · g5 білий ферзь · c4 чорний пішак · g4 чорний пішак · a3 чорний слон · c3 білий пішак · d2 білий король · e2 білий пішак · f2 білий пішак · d1 біла тура · e1 біла тура | b8 білий кінь · g8 чорний кінь · d7 білий кінь · h7 білий слон · d6 чорний пішак · e6 чорний пішак · d5 чорний король · e5 чорна тура · f5 чорний слон · g5 білий ферзь · c4 чорний пішак · g4 чорний пішак · a3 чорний слон · c3 білий пішак · d2 білий король · e2 білий пішак · f2 білий пішак · d1 біла тура · e1 біла тура | b8 білий кінь · g8 чорний кінь · d7 білий кінь · h7 білий слон · d6 чорний пішак · e6 чорний пішак · d5 чорний король · e5 чорна тура · f5 чорний слон · g5 білий ферзь · c4 чорний пішак · g4 чорний пішак · a3 чорний слон · c3 білий пішак · d2 білий король · e2 білий пішак · f2 білий пішак · d1 біла тура · e1 біла тура | 5 |
| 4 | b8 білий кінь · g8 чорний кінь · d7 білий кінь · h7 білий слон · d6 чорний пішак · e6 чорний пішак · d5 чорний король · e5 чорна тура · f5 чорний слон · g5 білий ферзь · c4 чорний пішак · g4 чорний пішак · a3 чорний слон · c3 білий пішак · d2 білий король · e2 білий пішак · f2 білий пішак · d1 біла тура · e1 біла тура | b8 білий кінь · g8 чорний кінь · d7 білий кінь · h7 білий слон · d6 чорний пішак · e6 чорний пішак · d5 чорний король · e5 чорна тура · f5 чорний слон · g5 білий ферзь · c4 чорний пішак · g4 чорний пішак · a3 чорний слон · c3 білий пішак · d2 білий король · e2 білий пішак · f2 білий пішак · d1 біла тура · e1 біла тура | b8 білий кінь · g8 чорний кінь · d7 білий кінь · h7 білий слон · d6 чорний пішак · e6 чорний пішак · d5 чорний король · e5 чорна тура · f5 чорний слон · g5 білий ферзь · c4 чорний пішак · g4 чорний пішак · a3 чорний слон · c3 білий пішак · d2 білий король · e2 білий пішак · f2 білий пішак · d1 біла тура · e1 біла тура | b8 білий кінь · g8 чорний кінь · d7 білий кінь · h7 білий слон · d6 чорний пішак · e6 чорний пішак · d5 чорний король · e5 чорна тура · f5 чорний слон · g5 білий ферзь · c4 чорний пішак · g4 чорний пішак · a3 чорний слон · c3 білий пішак · d2 білий король · e2 білий пішак · f2 білий пішак · d1 біла тура · e1 біла тура | b8 білий кінь · g8 чорний кінь · d7 білий кінь · h7 білий слон · d6 чорний пішак · e6 чорний пішак · d5 чорний король · e5 чорна тура · f5 чорний слон · g5 білий ферзь · c4 чорний пішак · g4 чорний пішак · a3 чорний слон · c3 білий пішак · d2 білий король · e2 білий пішак · f2 білий пішак · d1 біла тура · e1 біла тура | b8 білий кінь · g8 чорний кінь · d7 білий кінь · h7 білий слон · d6 чорний пішак · e6 чорний пішак · d5 чорний король · e5 чорна тура · f5 чорний слон · g5 білий ферзь · c4 чорний пішак · g4 чорний пішак · a3 чорний слон · c3 білий пішак · d2 білий король · e2 білий пішак · f2 білий пішак · d1 біла тура · e1 біла тура | b8 білий кінь · g8 чорний кінь · d7 білий кінь · h7 білий слон · d6 чорний пішак · e6 чорний пішак · d5 чорний король · e5 чорна тура · f5 чорний слон · g5 білий ферзь · c4 чорний пішак · g4 чорний пішак · a3 чорний слон · c3 білий пішак · d2 білий король · e2 білий пішак · f2 білий пішак · d1 біла тура · e1 біла тура | b8 білий кінь · g8 чорний кінь · d7 білий кінь · h7 білий слон · d6 чорний пішак · e6 чорний пішак · d5 чорний король · e5 чорна тура · f5 чорний слон · g5 білий ферзь · c4 чорний пішак · g4 чорний пішак · a3 чорний слон · c3 білий пішак · d2 білий король · e2 білий пішак · f2 білий пішак · d1 біла тура · e1 біла тура | 4 |
| 3 | b8 білий кінь · g8 чорний кінь · d7 білий кінь · h7 білий слон · d6 чорний пішак · e6 чорний пішак · d5 чорний король · e5 чорна тура · f5 чорний слон · g5 білий ферзь · c4 чорний пішак · g4 чорний пішак · a3 чорний слон · c3 білий пішак · d2 білий король · e2 білий пішак · f2 білий пішак · d1 біла тура · e1 біла тура | b8 білий кінь · g8 чорний кінь · d7 білий кінь · h7 білий слон · d6 чорний пішак · e6 чорний пішак · d5 чорний король · e5 чорна тура · f5 чорний слон · g5 білий ферзь · c4 чорний пішак · g4 чорний пішак · a3 чорний слон · c3 білий пішак · d2 білий король · e2 білий пішак · f2 білий пішак · d1 біла тура · e1 біла тура | b8 білий кінь · g8 чорний кінь · d7 білий кінь · h7 білий слон · d6 чорний пішак · e6 чорний пішак · d5 чорний король · e5 чорна тура · f5 чорний слон · g5 білий ферзь · c4 чорний пішак · g4 чорний пішак · a3 чорний слон · c3 білий пішак · d2 білий король · e2 білий пішак · f2 білий пішак · d1 біла тура · e1 біла тура | b8 білий кінь · g8 чорний кінь · d7 білий кінь · h7 білий слон · d6 чорний пішак · e6 чорний пішак · d5 чорний король · e5 чорна тура · f5 чорний слон · g5 білий ферзь · c4 чорний пішак · g4 чорний пішак · a3 чорний слон · c3 білий пішак · d2 білий король · e2 білий пішак · f2 білий пішак · d1 біла тура · e1 біла тура | b8 білий кінь · g8 чорний кінь · d7 білий кінь · h7 білий слон · d6 чорний пішак · e6 чорний пішак · d5 чорний король · e5 чорна тура · f5 чорний слон · g5 білий ферзь · c4 чорний пішак · g4 чорний пішак · a3 чорний слон · c3 білий пішак · d2 білий король · e2 білий пішак · f2 білий пішак · d1 біла тура · e1 біла тура | b8 білий кінь · g8 чорний кінь · d7 білий кінь · h7 білий слон · d6 чорний пішак · e6 чорний пішак · d5 чорний король · e5 чорна тура · f5 чорний слон · g5 білий ферзь · c4 чорний пішак · g4 чорний пішак · a3 чорний слон · c3 білий пішак · d2 білий король · e2 білий пішак · f2 білий пішак · d1 біла тура · e1 біла тура | b8 білий кінь · g8 чорний кінь · d7 білий кінь · h7 білий слон · d6 чорний пішак · e6 чорний пішак · d5 чорний король · e5 чорна тура · f5 чорний слон · g5 білий ферзь · c4 чорний пішак · g4 чорний пішак · a3 чорний слон · c3 білий пішак · d2 білий король · e2 білий пішак · f2 білий пішак · d1 біла тура · e1 біла тура | b8 білий кінь · g8 чорний кінь · d7 білий кінь · h7 білий слон · d6 чорний пішак · e6 чорний пішак · d5 чорний король · e5 чорна тура · f5 чорний слон · g5 білий ферзь · c4 чорний пішак · g4 чорний пішак · a3 чорний слон · c3 білий пішак · d2 білий король · e2 білий пішак · f2 білий пішак · d1 біла тура · e1 біла тура | 3 |
| 2 | b8 білий кінь · g8 чорний кінь · d7 білий кінь · h7 білий слон · d6 чорний пішак · e6 чорний пішак · d5 чорний король · e5 чорна тура · f5 чорний слон · g5 білий ферзь · c4 чорний пішак · g4 чорний пішак · a3 чорний слон · c3 білий пішак · d2 білий король · e2 білий пішак · f2 білий пішак · d1 біла тура · e1 біла тура | b8 білий кінь · g8 чорний кінь · d7 білий кінь · h7 білий слон · d6 чорний пішак · e6 чорний пішак · d5 чорний король · e5 чорна тура · f5 чорний слон · g5 білий ферзь · c4 чорний пішак · g4 чорний пішак · a3 чорний слон · c3 білий пішак · d2 білий король · e2 білий пішак · f2 білий пішак · d1 біла тура · e1 біла тура | b8 білий кінь · g8 чорний кінь · d7 білий кінь · h7 білий слон · d6 чорний пішак · e6 чорний пішак · d5 чорний король · e5 чорна тура · f5 чорний слон · g5 білий ферзь · c4 чорний пішак · g4 чорний пішак · a3 чорний слон · c3 білий пішак · d2 білий король · e2 білий пішак · f2 білий пішак · d1 біла тура · e1 біла тура | b8 білий кінь · g8 чорний кінь · d7 білий кінь · h7 білий слон · d6 чорний пішак · e6 чорний пішак · d5 чорний король · e5 чорна тура · f5 чорний слон · g5 білий ферзь · c4 чорний пішак · g4 чорний пішак · a3 чорний слон · c3 білий пішак · d2 білий король · e2 білий пішак · f2 білий пішак · d1 біла тура · e1 біла тура | b8 білий кінь · g8 чорний кінь · d7 білий кінь · h7 білий слон · d6 чорний пішак · e6 чорний пішак · d5 чорний король · e5 чорна тура · f5 чорний слон · g5 білий ферзь · c4 чорний пішак · g4 чорний пішак · a3 чорний слон · c3 білий пішак · d2 білий король · e2 білий пішак · f2 білий пішак · d1 біла тура · e1 біла тура | b8 білий кінь · g8 чорний кінь · d7 білий кінь · h7 білий слон · d6 чорний пішак · e6 чорний пішак · d5 чорний король · e5 чорна тура · f5 чорний слон · g5 білий ферзь · c4 чорний пішак · g4 чорний пішак · a3 чорний слон · c3 білий пішак · d2 білий король · e2 білий пішак · f2 білий пішак · d1 біла тура · e1 біла тура | b8 білий кінь · g8 чорний кінь · d7 білий кінь · h7 білий слон · d6 чорний пішак · e6 чорний пішак · d5 чорний король · e5 чорна тура · f5 чорний слон · g5 білий ферзь · c4 чорний пішак · g4 чорний пішак · a3 чорний слон · c3 білий пішак · d2 білий король · e2 білий пішак · f2 білий пішак · d1 біла тура · e1 біла тура | b8 білий кінь · g8 чорний кінь · d7 білий кінь · h7 білий слон · d6 чорний пішак · e6 чорний пішак · d5 чорний король · e5 чорна тура · f5 чорний слон · g5 білий ферзь · c4 чорний пішак · g4 чорний пішак · a3 чорний слон · c3 білий пішак · d2 білий король · e2 білий пішак · f2 білий пішак · d1 біла тура · e1 біла тура | 2 |
| 1 | b8 білий кінь · g8 чорний кінь · d7 білий кінь · h7 білий слон · d6 чорний пішак · e6 чорний пішак · d5 чорний король · e5 чорна тура · f5 чорний слон · g5 білий ферзь · c4 чорний пішак · g4 чорний пішак · a3 чорний слон · c3 білий пішак · d2 білий король · e2 білий пішак · f2 білий пішак · d1 біла тура · e1 біла тура | b8 білий кінь · g8 чорний кінь · d7 білий кінь · h7 білий слон · d6 чорний пішак · e6 чорний пішак · d5 чорний король · e5 чорна тура · f5 чорний слон · g5 білий ферзь · c4 чорний пішак · g4 чорний пішак · a3 чорний слон · c3 білий пішак · d2 білий король · e2 білий пішак · f2 білий пішак · d1 біла тура · e1 біла тура | b8 білий кінь · g8 чорний кінь · d7 білий кінь · h7 білий слон · d6 чорний пішак · e6 чорний пішак · d5 чорний король · e5 чорна тура · f5 чорний слон · g5 білий ферзь · c4 чорний пішак · g4 чорний пішак · a3 чорний слон · c3 білий пішак · d2 білий король · e2 білий пішак · f2 білий пішак · d1 біла тура · e1 біла тура | b8 білий кінь · g8 чорний кінь · d7 білий кінь · h7 білий слон · d6 чорний пішак · e6 чорний пішак · d5 чорний король · e5 чорна тура · f5 чорний слон · g5 білий ферзь · c4 чорний пішак · g4 чорний пішак · a3 чорний слон · c3 білий пішак · d2 білий король · e2 білий пішак · f2 білий пішак · d1 біла тура · e1 біла тура | b8 білий кінь · g8 чорний кінь · d7 білий кінь · h7 білий слон · d6 чорний пішак · e6 чорний пішак · d5 чорний король · e5 чорна тура · f5 чорний слон · g5 білий ферзь · c4 чорний пішак · g4 чорний пішак · a3 чорний слон · c3 білий пішак · d2 білий король · e2 білий пішак · f2 білий пішак · d1 біла тура · e1 біла тура | b8 білий кінь · g8 чорний кінь · d7 білий кінь · h7 білий слон · d6 чорний пішак · e6 чорний пішак · d5 чорний король · e5 чорна тура · f5 чорний слон · g5 білий ферзь · c4 чорний пішак · g4 чорний пішак · a3 чорний слон · c3 білий пішак · d2 білий король · e2 білий пішак · f2 білий пішак · d1 біла тура · e1 біла тура | b8 білий кінь · g8 чорний кінь · d7 білий кінь · h7 білий слон · d6 чорний пішак · e6 чорний пішак · d5 чорний король · e5 чорна тура · f5 чорний слон · g5 білий ферзь · c4 чорний пішак · g4 чорний пішак · a3 чорний слон · c3 білий пішак · d2 білий король · e2 білий пішак · f2 білий пішак · d1 біла тура · e1 біла тура | b8 білий кінь · g8 чорний кінь · d7 білий кінь · h7 білий слон · d6 чорний пішак · e6 чорний пішак · d5 чорний король · e5 чорна тура · f5 чорний слон · g5 білий ферзь · c4 чорний пішак · g4 чорний пішак · a3 чорний слон · c3 білий пішак · d2 білий король · e2 білий пішак · f2 білий пішак · d1 біла тура · e1 біла тура | 1 |
|   | a | b | c | d | e | f | g | h |   |

У 1964 році представив у 3-ходівці тему подвійного послаблення . У ній чорні своїм першим ходом створюють 2 різних послаблення одночасно, а білі використовують їх почергово — одне на другому ході, а інше — на третьому ході, матуючи короля. Розв'язання задачі на діаграмі: 1. Фh5 (із загрозою 2. Фh1+) 1. … Тe4 2. Крc2+ Тd4+ 3. e4х; 1. … Сe4 2. Крe3+ Сd3+ 3. Сe4х
У фіналах чемпіонату СРСР виступав 12 разів. Найкращі результати:
- 1962 — 6 місце (2-ходівки)
- 1987 — 6 місце (багатоходівки)